# منتخب جنوب إفريقيا تحت 23 سنة لكرة القدم
منتخب جنوب أفريقيا تحت 23 سنة لكرة القدم (بالإنجليزية: South Africa national under-23 football team)‏ هو ممثل جنوب أفريقيا الرسمي في المنافسات الدولية في كرة القدم في فئة كرة قدم تحت 23 سنة للرجال، يديريه اتحاد جنوب أفريقيا لكرة القدم.